# Neptunea tabulata
Neptunea tabulata är en snäckart som först beskrevs av Baird 1863.  Neptunea tabulata ingår i släktet Neptunea och familjen valthornssnäckor. Inga underarter finns listade i Catalogue of Life.

## Bildgalleri

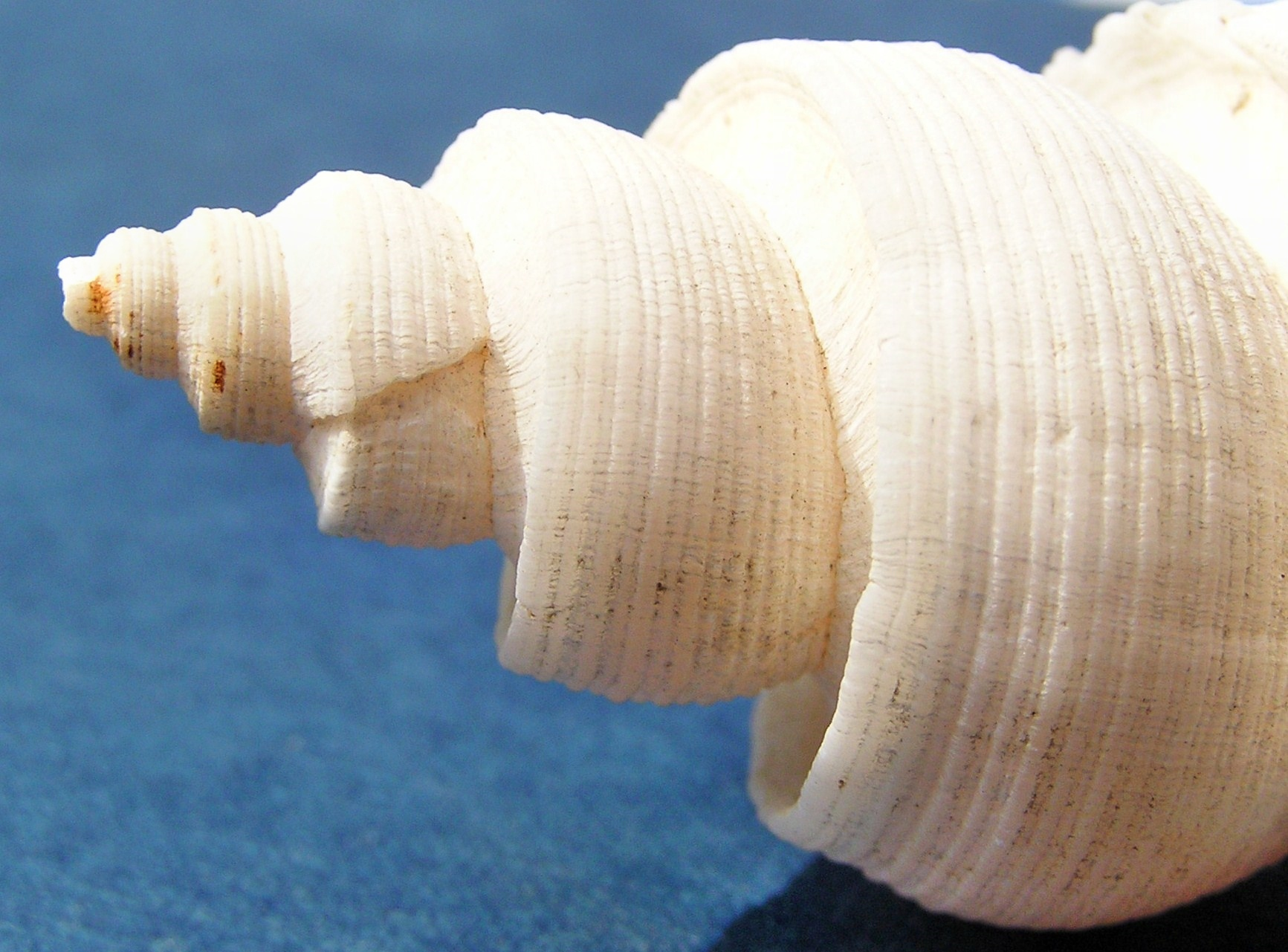
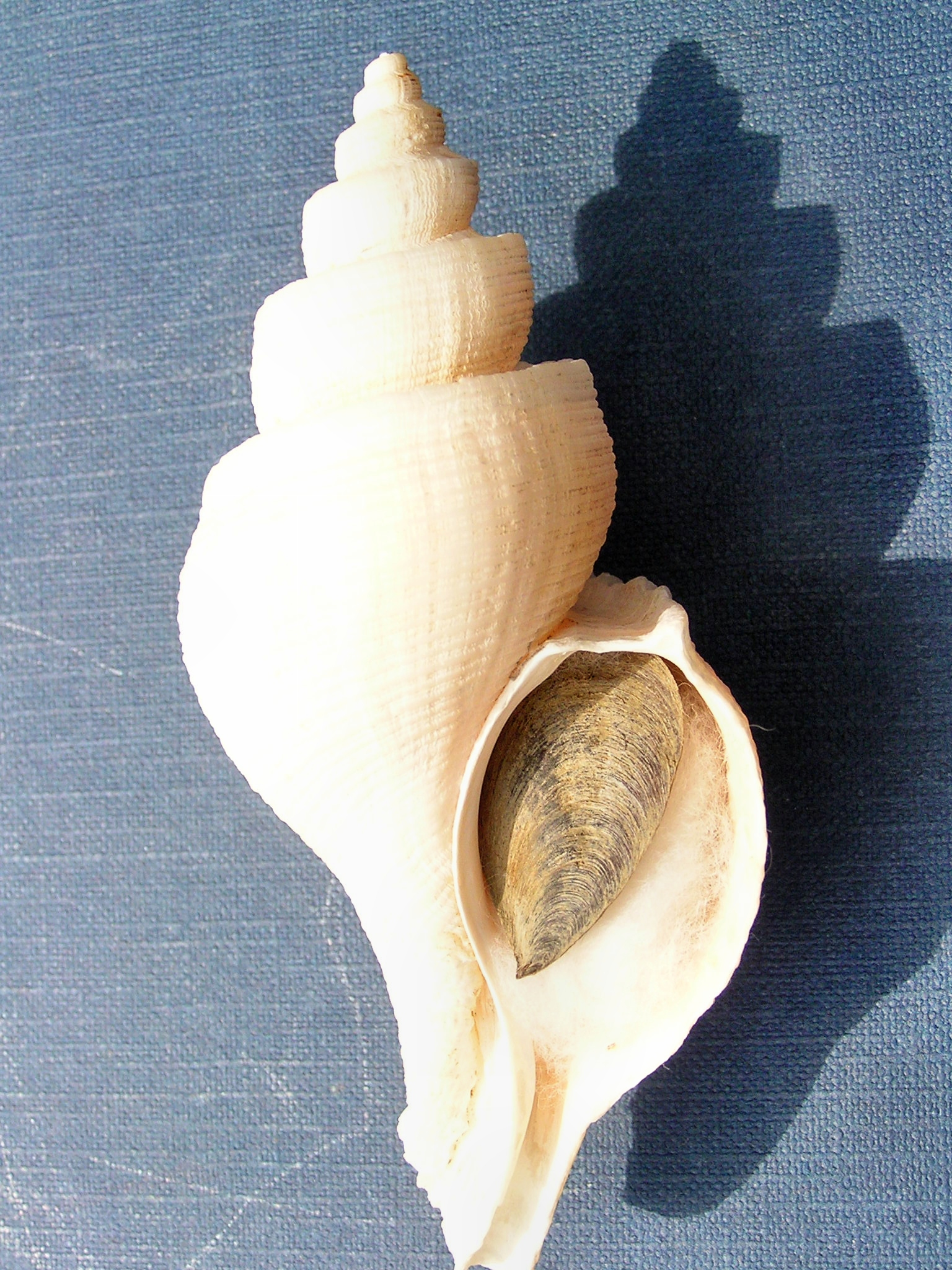
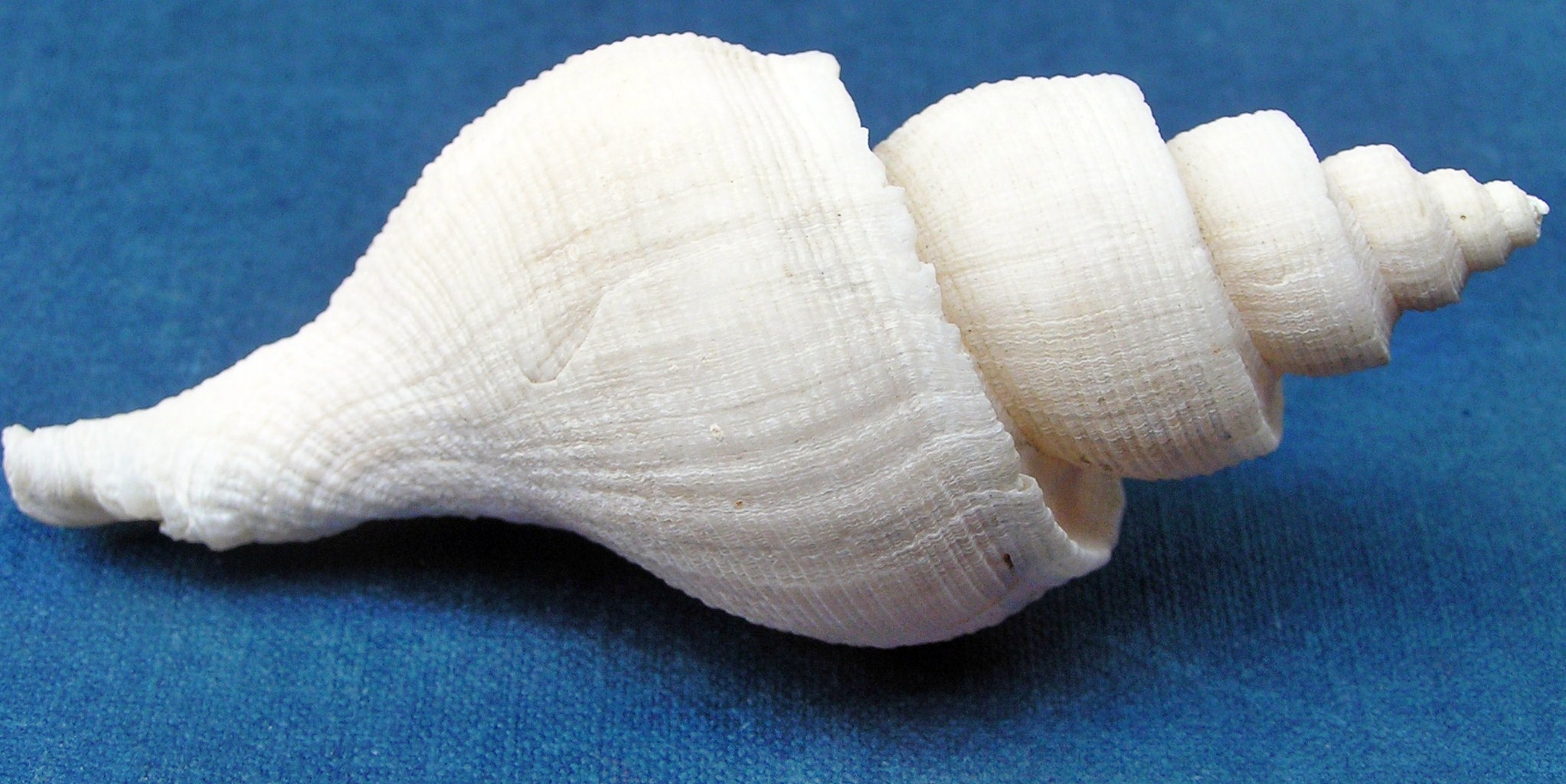